# Liam Walker
Liam Walker (* 13. April 1988 in Gibraltar) ist ein gibraltarischer Fußballspieler. Er spielt in der ersten gibraltarischen Liga und läuft regelmäßig für die gibraltarische Nationalmannschaft auf.

## Karriere

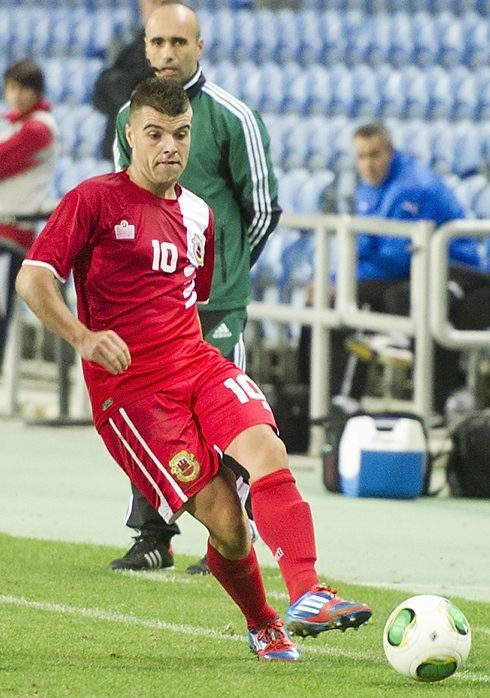
Liam Walker bei einem Länderspieleinsatz (2013)

Sein Länderspieldebüt absolvierte Walker am 19. November 2013 beim ersten offiziellen Spiel der gibraltarischen Nationalmannschaft, einem 0:0 gegen die Slowakei. Für Aufsehen sorgte er durch seine Leistungen im Qualifikationsspiel zur EM 2016 am 14. November 2014 bei der 0:4-Niederlage gegen Deutschland in Nürnberg. Im Freundschaftsspiel gegen Kroatien am 7. Juni 2015 lief Walker erstmals als Mannschaftskapitän auf. Sein erstes Länderspieltor erzielte er am 6. September 2016 bei der 1:4-Niederlage im WM-Qualifikationsspiel gegen Griechenland.

## Erfolge
- Gibraltischer Meister: 2016, 2017, 2022 & 2023
- Gibraltarischer-Fußballpokal-Sieger: 2016, 2017, 2019 & 2022
- Gibraltarischer Fußball-Supercup-Sieger: 2016 & 2019